# Fortunat Sprecher von Bernegg
Fortunat Sprecher von Bernegg (Davos, 9 gennaio 1585 – Coira, 14 gennaio 1647) è stato un giurista, storico e politico svizzero, italianizzato in Fortunato Sprecher.

## Famiglia
Nato nella nobile famiglia grigione degli Sprecher von Bernegg (originari di Schanfigg), Fortunat era figlio di Florian ed Elisabetta Sebregonzi. Tra i suoi avi, particolarmente noto era il bisnonno, che aveva preso parte nel 1512 all'occupazione della Valtellina e nel 1515 alla Battaglia dei Giganti, trovandovi la morte.

## Vita
Nel 1593, all'età di otto anni, Sprecher entrò nella Scuola Invernale con l'ex pastore coirense Luzius von Capol come suo insegnante di Latino. Dal 1595 entrò nella Scuola della Cattedrale di Coira.
Nel gennaio del 1600, grazie ad un mecenate (che convinse i genitori, inizialmente riluttanti) Sprecher venne inviato all'Università di Basilea, dove frequentò lezioni di Retorica, Teologia e Storia. Nel 1602 Sprecher fu praticante giudice a Davos, sospendendo quest'attività nel 1605, quando fu inviato a Parigi per studiare come Notaio e Giurisperito imperiale nonché ad impratichirsi nella lingua francese. Il 29 novembre 1606, presso l'Università di Orléans, Sprecher divenne Dottore in Giurisprudenza con la dissertazione De Donationibus materia. Successivamente, grazie ad una borsa di studio francese, compì un viaggio in Norvegia.
Nel 1612 la Repubblica delle Tre Leghe nominò l'allora ventisettenne Sprecher Provveditore Generale di Valtellina, con il compito di relazionare la Dieta Grigionese in merito agli eventi politici nella giurisdizione valtellinese. Nel 1621, per conto delle Tre Leghe condusse due ambascerie presso l'Arciduca Leopoldo V d'Austria: la prima fu ad Innsbruck e la seconda a Imst. Come storico, Sprecher riportò i tempi difficili vissuti dai Grigioni: la Battaglia della Calva, il Sacro Macello e i cd. Torbidi grigionesi, conseguenza della Guerra dei Trent'anni. Tra il 1625 e il 1627 Sprecher fu attivo presso Chiavenna.